# Зеленяк чорноголовий
Зеленяк чорноголовий  (Chloris ambigua) — маленька горобцеподібна пташка з родини в'юркових. Птах зустрічається в китайській провінції Юньнань, північному Лаосі, східній М'янмі та прилеглих районах В'єтнаму, Таїланду та Північно-Східної Індії. Його природне оселище — це субтропічний або тропічний сухий ліс та субтропічні або тропічні сухі чагарники.

## Зовнішність
Зеленяк чорноголовий — середнього розміру щиглик, який має довжину 12.4–14 сантиметрів. Для пташки є характерна темна, чорнувато-оливкового коліру, голова; блідий рожево-коричневий конусоподібний дзьоб і жовте забарвлення на тілі. Статі є схожі між собою.

## Таксономія
Зеленяк чорноголовий був описаний французьким зоологом Емілем Устале в 1896 році з біноміальною назвою Chysomitris ambigua. У минулому зеленяк чорноголовий входив разом з іншими зеленяками в рід Щигликів (Carduelis), проте молекулярно-філогенетичні дослідження показали, що зеленяки не надто близькі з іншими видами роду Carduelis, тому були поміщені в окремий рід Chloris. Рід спочатку був введений французьким натуралістом Жоржем Кюв'є в 1800 році. Назва Chloris походить від давньогрецького слова khlōris, яке позначало європейського зеленяка; особливий епітет ambigua походить від латинського слова ambiguus, яке перекладається як «непевний».
На даний момент розрізняють два підвиди:
- C. a. taylori (Кіннер, 1939) — водиться у південно-східному Тибеті
- C. a. ambigua (Устале, 1896) — водиться у східній та північно-східній М'янмі, на півдні Китаю, Лаосу та на крайньому північному сході Індії[11][12]